# Edna Silva
Edna Silva (Santa Luzia),  é uma política brasileira, filiada ao Patriota. 
Nas eleições de 2022, foi eleita deputada estadual pela MA.
É esposa do prefeito de Buriticupu, João Carlos Teixeira da Silva.